# 노근리

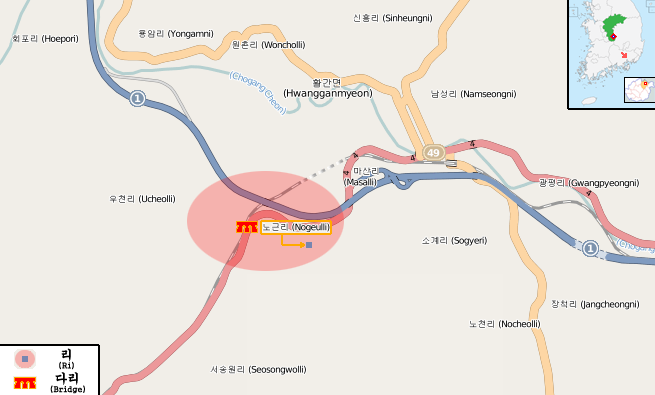
노근리

노근리(老斤里)는 충청북도 영동군 황간면에 위치한 대한민국의 하위 행정 구역이다. 본래는 황간면의 서면 지역이었으나, 1914년의 행정 구역 통폐합으로 인해, 영동군 황간면으로 편입되었다. 2012년 기준으로, 31세대에 총 72명이 거주하고 있다.

## 명칭
조선시대 중엽에 씨족으로 부락이 형성되었는데, 사슴이 숨어 있는 부락이라 하여, 녹은(鹿隱)이라 불렀다가, 일제 강점기 조선에 부락 이름이 너무 어렵다고 하여, 노근(老斤)으로 개칭하였다.

## 같이 보기
- 노근리 양민 학살 사건